# Godmorgon Columbus
God morgon Columbus är en låt från den svenska popgruppen Pontus & Amerikanernas studioalbum Följer ett spår 1991 samt utgiven på singel samma år. och på en CD-EP. Låten nådde plats tjugofem på den svenska singellistan under slutet av 1991 och början av 1992. Melodin låg på Svensktoppen i 13 veckor under perioden 17 november 1991-16 februari 1992, med andraplats som bästa resultat där.

## Listplaceringar
| Lista (1991-1992) | Position |
| ----------------- | -------- |
| Sverige           | 25       |